# Le Tour de -M-
 (juin 2022).
Si vous disposez d'ouvrages ou d'articles de référence ou si vous connaissez des sites web de qualité traitant du thème abordé ici, merci de compléter l'article en donnant les références utiles à sa vérifiabilité et en les liant à la section « Notes et références ».
Albums de 
-M-
Je dis aime
(1999) Labo M
(2003)
Le Tour de -M- est le premier album live de Matthieu Chedid, sorti en 2001. Ce double album retrace la tournée Je dis aime dans laquelle Matthieu Chedid interprète un personnage fictif baptisé « -M- ». On retrouve ses tubes Je dis aime, Machistador, Mama Sam, etc., souvent métamorphosés, joués différemment. Mais on y écoute aussi quelques improvisations à la guitare électrique comme Le Blues de Souston ou Jam Man (exécuté avec l'appareil éponyme). Pendant ces concerts, -M- interagit beaucoup avec le public et ses musiciens, souvent sur le mode du jeu et de l'humour. Cet album existe sous les formats CD et DVD, le DVD étant sorti en janvier 2002.

## Réception
L'album est inclus dans l'ouvrage Philippe Manœuvre présente : Rock français, de Johnny à BB Brunes, 123 albums essentiels.
Vente : 300 000

## Liste des titres
| 1.  | Prélude                              | 2:54 |
| 2.  | Je dis aime                          | 4:31 |
| 3.  | Monde virtuel                        | 4:26 |
| 4.  | Faut oublier                         | 4:33 |
| 5.  | Souvenir du futur                    | 6:45 |
| 6.  | L'Amour ma thématique                | 5:16 |
| 7.  | Le Mec hamac                         | 3:19 |
| 8.  | La Fleur                             | 2:38 |
| 9.  | Onde sensuelle                       | 4:05 |
| 10. | Le Baptême                           | 5:39 |
| 11. | Le Festival de connes                | 3:36 |
| 12. | Au suivant (reprise de Jacques Brel) | 3:13 |
| 13. | Le Blues de Soustons (inédit)        | 3:33 |

| 1.  | Jam man (inédit)                                                       | 2:27  |
| 2.  | Le Complexe du corn Flakes                                             | 5:33  |
| 3.  | Cardiac danse (inédit)                                                 | 2:35  |
| 4.  | À celle qui dure                                                       | 7:29  |
| 5.  | Close to Me (reprise de The Cure)                                      | 3:23  |
| 6.  | La Pluie (titre bonus car il n'apparait pas sur le cd ref 24385 06552) |       |
| 7.  | Mama Sam                                                               | 5:03  |
| 8.  | Bonoboo (avec Magic Malik)                                             | 6:49  |
| 9.  | Machistador                                                            | 11:22 |
| 10. | Nostalgic du cool                                                      | 3:06  |
| 11. | Je dis ... (Je dis aime avec le public)                                | 8:42  |